# Botniske Bugt Nationalpark
Botniske Bugt Nationalpark (finsk: Perämeren kansallispuisto svensk: Bottenvikens nationalpark) er en nationalpark i Lapland, Finland . Parken, der blev etableret i 1991, dækker 157 km2 hvoraf 2,5 km2 er på land. Det administreres af Metsähallitus , der er den finske skovstyrelse.
Øerne i området er dannet af et post-glacial landhævning, og landskabet er stadig i en konstant forandringstilstand. Der er også adskillige traditionelle fiskerleje
Nationalparken kan nås med båd, selvom det kun anbefales at besøge erfarne sejlere. Den grænser direkte til Sverige, på øen Kataja er der landegrænse.
I Sverige, omkring 15 km fra grænsen, ligger Haparanda Skærgård Nationalpark.